# Минимализм

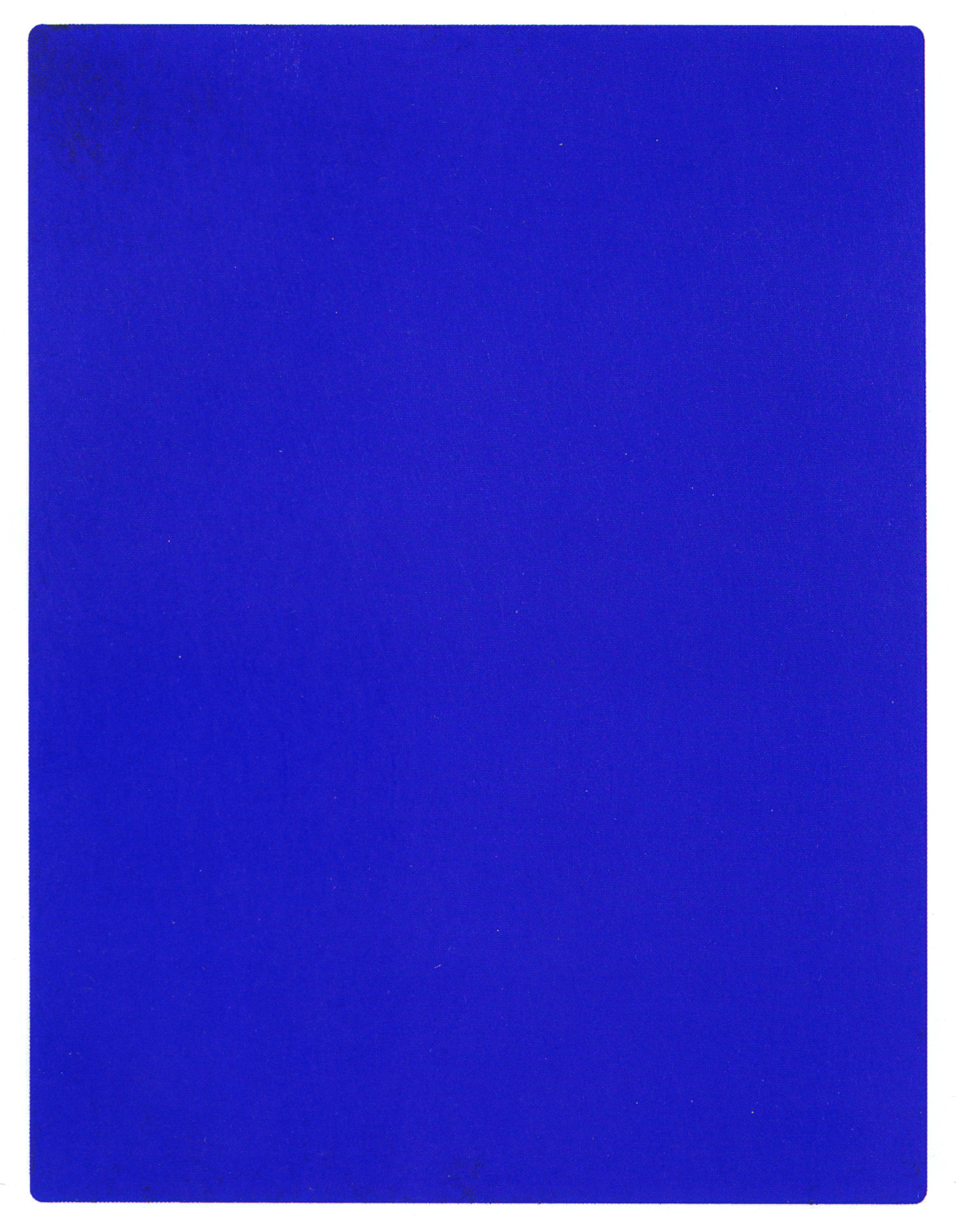
Ив Кляйн. IKB 191. 1962

Минимали́зм (англ. minimalism), также ми́нимал-арт (англ. minimal art), иску́сство ABC (англ. ABC art) — авангардное художественное течение, возникшее в Нью-Йорке в 1960-х годах. В теории искусства обычно рассматривается как реакция на художественные формы абстрактного экспрессионизма, а также не связанные с ним дискурс, институции и идеологии. Для минимал-арта характерны очищенные от всякого символизма и метафоричности геометрические формы, повторяемость, монохромность, нейтральные поверхности, промышленные материалы и способ изготовления. Минимализм стремится передать упрощённую суть и форму предметов, отсекая вторичные образы и оболочки. Преобладает символика цвета, пятна и линий.

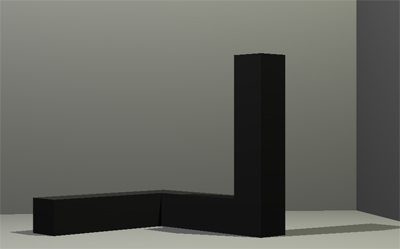
Скульптура «Free Ride», Тони Смит

К художникам-минималистам относятся: Карл Андре, Дэн Флавин, Сол Ле Витт, Дональд Джадд, Роберт Моррис, а также иногда причисляемый к ним Фрэнк Стелла.

## История
Минимализм в изобразительном искусстве зародился в Нью-Йорке, когда как новые, так и более старые художники перешли к геометрической абстракции; в живописи таковыми являлись Фрэнк Стелла, Кеннет Ноланд, Аль-Хельда, Эллсворт Келли, Роберт Райман и другие; в скульптуре — Дэвид Смит, Энтони Каро, Тон Смита, Сол Левитт, Карл Андре, Дан Флавин, Дональд Джадда и другие. Скульптура Джадда была показана в 1964 году в Зелёной галерее на Манхэттене, как и первые работы Флавина с люминесцентным освещением, в то время как другие ведущие галереи Манхэттена, такие как Галерея Лео Кастелли и Галерея Пейс, также начали демонстрировать художников, сосредоточенных на геометрической абстракции. Кроме того, были две основополагающие и влиятельные музейные выставки: «Основные структуры: более молодая американская и британская скульптура», демонстрируемая с 27 апреля по 12 июня 1966 года в Еврейском музее в Нью-Йорке, организованная куратором музея живописи и скульптуры Кинастоном МакШейном и «Системная живопись» в Музее Соломона Р. Гуггенхайма, куратором которого был Лоуренс Аллоуэй, также в 1966 году, который продемонстрировал геометрическую абстракцию в американском мире искусства с помощью живописи фигурного холста, живописи цветового поля и живописи жёстких контуров. После этих и нескольких других выставок возникло художественное движение, названное минимализмом.

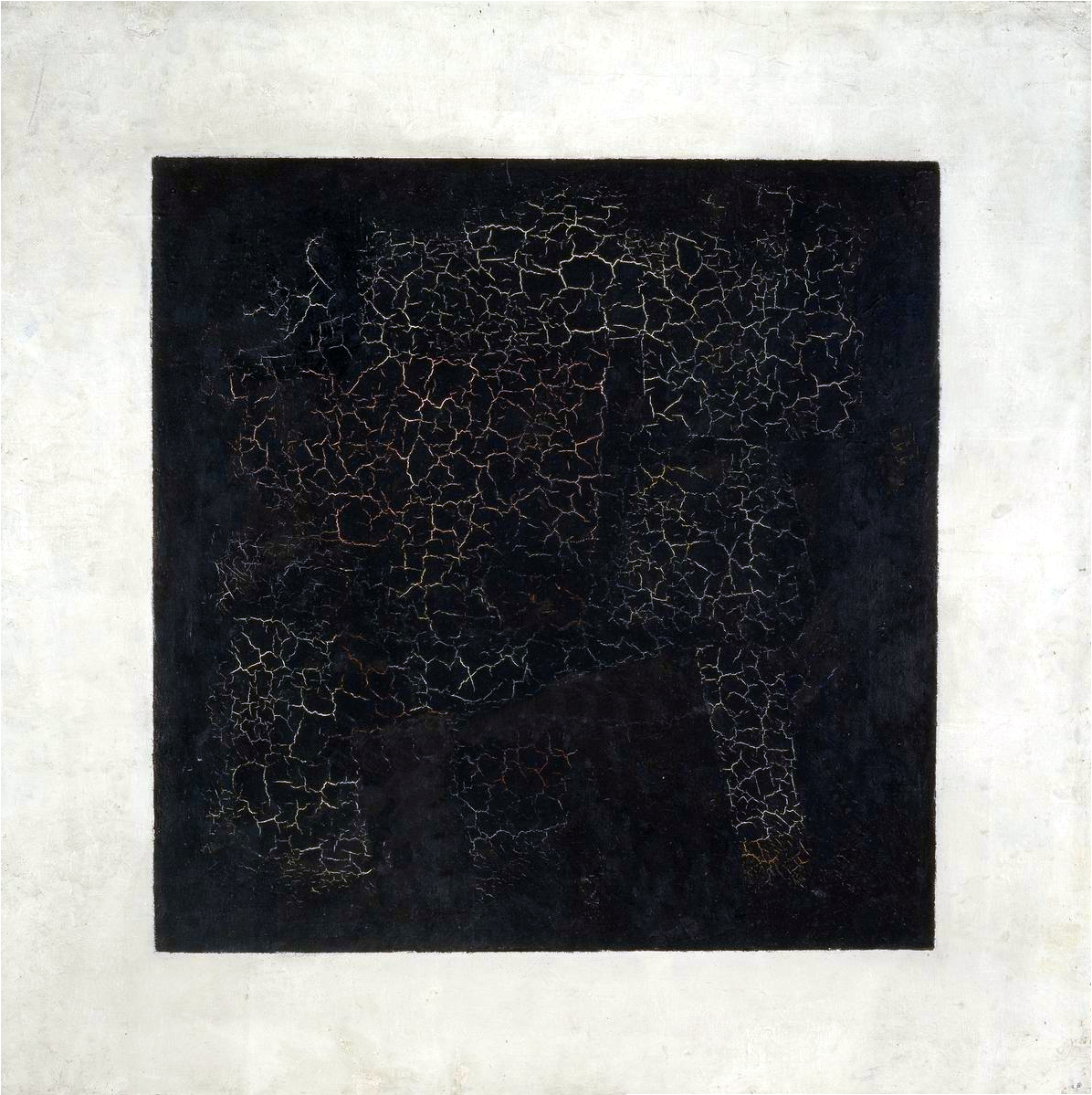
Чёрный супрематический квадрат. 1915.

В более широком и общем смысле можно найти европейские корни минимализма в геометрических абстракциях художников, связанных с Баухаузом, в работах Казимира Малевича, Пита Мондриана и других художников, связанных с движением Де-Стейля, и русским конструктивистским движением, и в творчестве румынского скульптора Константина Бранкузи.
Минималистическое искусство также частично вдохновлено картинами Барнетта Ньюмана, Ад Рейнхардта, Йозефа Альберса, а также работами таких разных художников, как Пабло Пикассо, Марсель Дюшан, Джорджо Моранди и другими. Минимализм был также реакцией против живописной субъективности абстрактного экспрессионизма, который доминировал в нью-йоркской школе в 1940-х и 1950-х годах.
Ив Кляйн рисовал монохромы ещё в 1949 году и провёл первую частную выставку этой работы в 1950 году, но его первым публичным показом стала публикация книги художника «Ив: картины» в ноябре 1954 года.
В отличие от более субъективных абстрактных экспрессионистов предыдущего десятилетия, за исключением Барнетта Ньюмана и Ад Рейнхардта, на минималистов также повлияли композиторы Джон Кейдж и Ламонте Янг, поэт Уильям Карлос Уильямс и ландшафтный архитектор Фредерик Лоу Олмстед. Они очень чётко заявили, что их искусство не было о самовыражении, и в отличие от более субъективной философии предыдущего десятилетия об искусстве создания их было «объективным». В общем, особенности минимализма включали геометрические, часто кубические формы, очищенные от большой метафоры, равенства частей, повторения, нейтральных поверхностей и промышленных материалов.
Роберт Моррис, теоретик и художник, написал эссе из трех частей «Записки о скульптуре 1-3», первоначально опубликованное в трех выпусках Artforum в 1966 году. В этих эссе Моррис пытался определить концептуальную основу и формальные элементы для себя и тех, кто будет охватывать практики его современников. В этих очерках большое внимание уделялось идее гештальта — «части … соединены вместе таким образом, что создают максимальное сопротивление разделению восприятия». Позднее Моррис описал искусство, представленное «отмеченным боковым разбросом и без отрегулированных единиц или симметричных интервалов…» в «Заметках на Скульптуре 4: За пределами объектов», первоначально опубликованных в Artforum, 1969, продолжая говорить, что «неопределённость аранжировки частей является буквальным аспектом физического существования вещи». Общий сдвиг в теории, выражением которого является это эссе, предполагает переход к тому, что позже будет называться постминимализмом.